# Beatrice Harrison
Pour l’article homonyme, voir Harrison.
Beatrice Harrison (né le 9 décembre 1892 et morte le 10 mars 1965) est une violoncelliste britannique active durant la première moitié du XXe siècle. Elle crée plusieurs œuvres de compositeurs anglais, en particulier celles de Frederick Delius.

## Formation initiale
Beatrice Harrison naît à Roorkee, dans le Nord-Ouest de l'Inde. La famille Harrison revient en Angleterre pendant son enfance. Elle étudie au Royal College of Music, Londres, puis suit les cours d'Hugo Becker et étudie à la High School of Music à Berlin. En 1910 elle remporte le prix Mendelssohn et fait ses débuts au Bechstein Hall de Berlin.

## Une famille de musiciens
Beatrice est la sœur de la violoniste May Harrison, une élève de Leopold Auer, de la pianiste Margaret Harrison et de Monica. Comme pour la famille de Mark Hambourg, les enfants de la famille Harrison jouent d'instruments différents pour pouvoir jouer ensemble. May a remplacé une fois Fritz Kreisler lors d'un concert de Mendelssohn à Helsingfors. May et Beatrice remportent la médaille d'or de l’Associated Board respectivement au violon et au violoncelle. La famille Harrison devient amie avec Roger Quilter et son cercle grâce aux concerts pour les soldats en 1916. Le 11 mars 1918, Beatrice interprète le concerto pour violoncelle en si mineur de Dvořák avec le Royal Philharmonic Orchestra sous la direction de Thomas Beecham.
Hugo Becker a parlé à Henry Wood de son admiration pour le jeu de Beatrice Harrison. Edward Elgar et Wood étaient de grands admirateurs de Beatrice. May et Beatrice jouent ensemble sous la direction de Wood le Double Concerto de Brahms.

## Premières interprétations du répertoire de Delius
Beatrice est la première à jouer la sonate pour violoncelle de Delius (Wigmore Hall, 31 octobre 1918). Le 11 novembre 1918, May crée la sonate pour violon n°1 de Delius, sonate qu'elle enregistre plus tard avec Arnold Bax au piano. Roger Quilter assiste aux deux représentations. Le concerto pour violon, écrit à Grez-sur-Loing en 1919, est joué pour la première fois au Queen's Hall avec Albert Sammons sous la direction d'Adrian Boult la même année. Beatrice et sa sœur créent le double concerto de Delius (qu'il a composé en 1915, dédié à « la mémoire de tous ses jeunes artistes tombés à la guerre ») en sa présence au Queen's Hall en janvier 1920. Après le retour de Delius de Grez et à la demande de Beatrice Harrison, il commence à travailler son concerto pour violoncelle. Beatrice joue la sonate pour violoncelle lors d'un concert à Paris le 8 juin. Après deux mois de travail ininterrompu dans son appartement d'Hampstead, Delius termine le concerto au printemps 1921, et il est interprété par la violoncelliste que Thomas Beecham appelle « cette femme talentueuse ». Lorsque Delius est enterré une nouvelle fois selon ses vœux dans une église de campagne du sud de l'Angleterre, le 24 mai 1935, le village choisi est Limpsfield près de la maison d'Harrison à Oxted dans le Surrey : Beatrice Harrison joue pendant et après la cérémonie.

## Le concerto d'Elgar

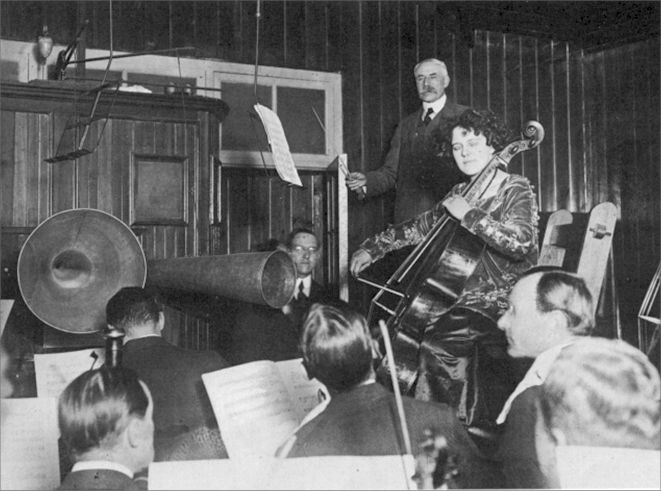
Edward Elgar et la violoncelliste Beatrice Harrison lors de l'enregistrement du concerto pour violoncelle en 1920

Beatrice donne la première représentation du concerto pour violoncelle d'Edward Elgar lors du Three Choirs Festival à Hereford en 1921. En 1924, elle a effectué une tournée en Europe et en Amérique, et en novembre 1925 elle réapparaît au Royal Philharmonic lors d'un concert des œuvres d'Elgar, jouant le concerto pour violoncelle sous la direction du compositeur lui-même (il a insisté pour qu'elle soit la soliste lorsqu'il dirige l'œuvre.) C'est à cette occasion que la médaille d'or est décernée à Elgar par Henry Wood pour le compte de la Society. Une année ou deux plus tard, avec l’amélioration des enregistrements, c'est Beatrice qui est choisie pour faire l’enregistrement HMV officiel avec Elgar à la direction.

## «... un rossignol chantant avec elle»
Les interprétations de Beatrice Harrison deviennent connues avec les diffusions radiophoniques au début de la BBC. Elle fait quelques enregistrements live dans le jardin de sa maison d'Oxted, et des rossignols chantaient en même temps qu'elle jouait. Ont été enregistrés ainsi, entre autres, les pièces suivantes : Songs my mother taught me (Dvorak), Chant Hindu (Rimsky-Korsakov) et Londonderry Air. Les enregistrements comprennent également des chants de rossignol seuls. Ces enregistrements étaient extrêmement populaires.
Cependant au moins une personne affirme que les chants d'oiseaux entendus lors des enregistrements de la BBC ne sont pas ceux d'oiseaux mais ceux d'un siffleur talentueux, Maude Gould.
Beatrice Harrison apparait jouant son rôle dans The Demi-Paradise, comme violoncelliste accompagnant des rossignols lors d'une diffusion de la BBC.

## Seconde Guerre mondiale
Le concerto pour violoncelle d'Elgar est peut-être le morceau avec lequel elle est le plus étroitement identifiée, surtout avec Wood à la direction. Elle le joue avec succès en août 1937 ainsi que lors d'un concert d'œuvres d'Elgar le 27 août 1940 avec le London Symphony Orchestra au Queen's Hall, un an avant qu'il ne soit détruit par les bombes allemandes. À cette occasion, son style est particulièrement animé, faisant danser ses boucles, ce qui perturbe les musiciens de l'orchestre. Lors du concert, des coups de feu ont lieu à l'extérieur et du plâtre tombe dans la salle. Sir Henry considère cette interprétation comme la meilleure qu'il ait dirigée. Elle est la seule soliste anglaise à avoir joué lors de la dernière saison de Wood en juillet 1944, un mois avant sa mort.
Beatrice Harrison jouait (et détenait) sur un violoncelle de Pietro Guarneri (Pietro da Venezia) (1695–1762).
Elle meurt dans le Surrey en 1965. Elle est enterrée dans le cimetière de Limpsfield, près des tombes de Thomas Beecham et de Frederick Delius et sa femme Jelka Rosen.

## Concert du centenaire
Le concert du centenaire est donné le 9 décembre 1992 au Wigmore Hall par le violoncelliste Julian Lloyd Webber et le pianiste John Lenehan. Le programme est constitué d'œuvres associées a Beatrice Harrison comme les sonates pour violoncelle de John Ireland et de Delius ainsi que la Pastoral and Reel de Cyril Scott.

## Enregistrements
- Elgar : Concerto pour violoncelle (New Symphony Orchestra dirigé par Edward Elgar) HMV D1507-9 (3 enregistrements).
- Delius : Sonate pour violoncelle (avec Harold Craxton au piano) HMV D1103-4 (2 enregistrements).
- Delius : Élégie et Caprice (Orchestre dirigé par Eric Fenby) HMV B3721 (1 enregistrement).
- Delius : Musique de scène pour Hassan (avec Margaret Harrison au piano). HMV B3274 (1 enregistrement).
- Nightingales/Londonderry Air/Chant Hindu HMV B2470 10"
- Dawn in an old world garden/Nightingales HMV B2469 10"
- Nightingales/Songs my mother taught me etc. HMV B2853 102

## Beatrice Harrison dans la littérature
- Les enregistrements de Beatrice Harrison avec des rossignols forment le sujet du poème The Nightingale Broadcasts de Robert Saxton qui remporte en 2001 le prix de la Keats-Shelley Memorial Association[3].
- Ses enregistrements avec des rossignols sont l'inspiration pour une pièce de 2004 de Patricia Cleveland Peck, The Cello and the Nightingale [4]